# Roy, Utah
Roy är en stad i Weber County, Utah, USA. Det är en förort till Ogden. 